# Glass Houses (àlbum)
Glass Houses és el setè àlbum de Billy Joel publicat l'any 1980. Conté la primera cançó de Billy Joel en assolir el primer lloc en la llista de les millors cançons de la Billboard, "It's Still Rock and Roll to Me." L'àlbum es va mantenir com a número u durant sis setmanes en la llista Billboard; és un dels àlbums essencials del pop-rock, amb temes de gran energia, força i ritme.
Començant amb el so d'un vidre trencant-se, Glass Houses té més sentiment de "hard rock" que en els anteriors àlbums de l'artista. La resposta a aquest àlbum va ser diversa. Va decebre molts vells admiradors, mentre que, al mateix temps, va atreure de nous. L'àlbum va ser concebut com un reclam al punk en general, i al segon àlbum de The Jam, "This Is the Modern World" particularment.

## Llista de cançons
Totes les cançons escrites per Billy Joel.
| Núm. | Títol                          | Durada |
| ---- | ------------------------------ | ------ |
| 1.   | «You May Be Right»             | 4:15   |
| 2.   | «Sometimes a Fantasy»          | 3:40   |
| 3.   | «Don't Ask Me Why»             | 2:59   |
| 4.   | «It's Still Rock & Roll to Me» | 2:57   |
| 5.   | «All for Leyna»                | 4:15   |

| Núm. | Títol                             | Durada |
| ---- | --------------------------------- | ------ |
| 6.   | «I Don't Want to Be Alone»        | 3:57   |
| 7.   | «Sleeping With the Television On» | 3:02   |
| 8.   | «C'Était Toi (You Were the One)»  | 3:25   |
| 9.   | «Close to the Borderline»         | 3:47   |
| 10.  | «Through the Long Night»          | 5:15   |